# Ulf von Euler
Ulf Svante von Euler (Estocolm, Suècia 1905 - íd. 1983) fou un metge, farmacòleg i professor universitari suec guardonat amb el Premi Nobel de Medicina o Fisiologia l'any 1970.

## Biografia
Va néixer el 7 de febrer de 1905 a la ciutat d'Estocolm, fill del bioquímic Hans von Euler-Chelpin, Premi Nobel de Química l'any 1929. Va estudiar medicina a l'Institut Karolinska d'Estocolm, on es va doctorar el 1930, i centre on va exercir de docent durant tota la seva vida. Va ampliar els seus estudis amb una estada a Anglaterra al costat de Henry Hallett Dale i Archibald Vivian Hill, a Bèlgica al costat de Corneille Heymans i a Alemanya amb Gustav Georg Embden.
L'any 1953 fou nomenat membre de la Fundació Nobel, esdevenint el seu president l'any 1966, moment en el qual va deixar de participar en l'adjudicació dels premis. Morí el 9 de març de 1983 a la ciutat d'Estocolm.

## Recerca científica
Durant la seva estada a Anglaterra al laboratori de Henry Dale descobrí, juntament amb John H. Gaddum, el principi autofarmacològic denominat, substància P. Al seu retorn a Estocolm continuà la seva recerca en substàncies actives o neurotransmissors descobrint la prostglandina i vesiglandina (1935), la piperidina (1942) i la norodrenalina (1946).
A l'Institut Karolinska inicià les seves col·laboracions amb Göran Liljestrand, desenvolupant el mecanisme Euler-Liljestrand, una desviació arterial fisiològica en resposta a la disminució de l'oxigenació local dels pulmons. A partir de 1946, gràcies al descobriment de la nerodrenalina, una substància clau en els impulsos mecànics sobre el sistema nerviós simpàtic i la seva acció sobre els mecanismes involuntaris com la respiració, la reacció a estímuls exteriors o la dilatació vascular, von Euler i el seu equip van estudiar a fons la seva distribució en teixits biològics i en el sistema nerviós en condicions fisiològiques i patològiques, i van observar com aquesta ha de ser produïda i emmagatzemada en terminals sinàptics dels nervis en vesícules intracel·lulars.
L'any 1970 fou guardonat amb el Premi Nobel de Medicina o Fisiologia pels seus descobriments concernents a les transmissions químiques en les terminacions nervioses i el mecanisme d'emmagatzematge i d'inactivació d'aquests neurotransmissors, premi que compartí amb Bernard Katz i Julius Axelrod.